# 金那海
金那海（?—?），元朝大臣，元惠宗时中书平章政事。
金那海行伍出身，勇武有力。至正二十五年（1365年），因为孛罗帖木儿拥兵京师，要挟朝廷，金那海与威顺王和尚、待制徐士本受惠宗密旨和勇士上都马、帖古思不花密谋刺杀他。孛罗帖木儿入宫时，金那海、上都马等人上前手刃孛罗帖木儿。金那海因功升任中书省平章政事。